# Knjižnica Mileta Klopčiča Zagorje ob Savi
Knjižnica Mileta Klopčiča Zagorje ob Savi je osrednja splošna knjižnica s sedežem na Cesti 9. avgusta 1 (Zagorje ob Savi).
Poimenovana je bila po Miletu Klopčiču. Ima dislocirane enote: Kisovec in Izlake.